# Hydromanicus malayanus
Hydromanicus malayanus är en nattsländeart som beskrevs av Banks 1931. Hydromanicus malayanus ingår i släktet Hydromanicus och familjen ryssjenattsländor. Inga underarter finns listade i Catalogue of Life.